# Grabovo (Kroatië)
Grabovo is een plaats in de gemeente Tompojevci in de Kroatische provincie Vukovar-Srijem, gelegen iets ten zuiden van Vukovar. De nederzetting bestaat uit de gehuchten Ovčara en Jakobovac en telt in totaal 47 inwoners (2011). In Ovčara was van oktober tot december 1991 tijdens de Kroatische Onafhankelijkheidsoorlog een Servisch kamp voor de internering van enkele duizenden Kroatische krijgsgevangenen. Hier vond ook het Bloedbad van Vukovar plaats.